# 西泉眼水库
西泉眼水库位于中国黑龙江省哈尔滨市阿城区，是以防洪、灌溉为主，兼有发电、供水、养殖等功能的大（二）型水库。
西泉眼水库维修加固工程于2007年12月开工，2010年10月竣工，将于2013年向哈尔滨城区（包括阿城区）供水，日供水30.5万吨。
2007年研究发现，西泉眼水库的水质介于中营养与轻度富营养之间。